# Unknown Pleasures
Unknown Pleasures és el primer àlbum d'estudi de la banda de post-punk anglesa Joy Division. El disc va sortir publicat el 15 de juny de 1979 i a l'agost del 1980 va arribar al lloc 71 a les llistes de vendes angleses.
La imatge de la portada mostra 100 polsos successius del primer púlsar descobert. La coberta posterior no conté la llista de cançons, sinó una taula en blanc on aquesta llista hi hauria d'aparèixer.

## Llista de cançons
1. "Disorder" – 3:32
2. "Day of the Lords" – 4:49
3. "Candidate" – 3:05
4. "Insight" – 4:29
5. "New Dawn Fades" – 4:47
6. "She Lost Control" – 3:57
7. "Shadowplay" – 3:55
8. "Wilderness" – 2:38
9. "Interzone" – 2:16
10. "I Remember Nothing" – 5:53

## Crèdits
Joy Division
- Ian Curtis 	 - Vocalista
- Bernard Sumner 	 - Guitarra, teclats
- Peter Hook 	 - Baix, segones veus
- Stephen Morris 	 - Bateria, Percussió

Altres
- Martin Hannett 	 - Productor
- Chris Nagle 	 - Enginyer de so
- Peter Saville - disseny
- Chris Mathan - disseny